# Гинс, Мурат Сабирович
Мура́т Саби́рович Гинс (род. 26 июня 1967, гор. Пущино Московской области) — российский учёный-агробиолог, заведующий лабораторией интродукции, физиологии и биохимии ФГБНУ ФНЦ овощеводства, доктор биологических наук (2003), профессор (2005), профессор РАН (2016). Лауреат Государственной премии РФ в области науки и техники (2003) и премии Правительства РФ в области науки и техники (2013). В 2016 году избран членом-корреспондентом РАН.

## Образование, карьера
Родился в гор. Пущино Серпуховского района Московской области.
С отличием окончил Московский институт электронного машиностроения (ныне Московский институт электроники и математики) по специальности «конструирование и производство лазерных измерительно-информационных систем» (1993). В 1993—1996 гг. был аспирантом НИИ «Полюс», занимаясь вопросами светофизиологии растений.
С 1996 года стал работать в Федеральном научном центре овощеводства (ФНЦО, прежде Всероссийский научно-исследовательский институт селекции и семеноводства овощных культур) младшим, затем старшим научным сотрудником. В 2003 году защитил докторскую диссертацию, тема: «Культура амаранта (род Amaranthus L.) как источник амарантина: его функциональная роль, биологическая активность и механизмы действия». С 2004 года заведует лабораторией физиологии и биохимии растений, интродукции и функциональных продуктов во ВНЦО.
С 2002 года также работает в Российском университете дружбы народов профессором Агробиотехнологического департамента Аграрно-технологического института (АТИ РУДН). 
В начале 2016 года М. С. Гинсу было присвоено почётное учёное звание «Профессор РАН» (вошёл также в Координационный совет профессоров), а осенью того же года он был избран членом-корреспондентом РАН по Отделению сельскохозяйственных наук.

## Научная деятельность
Главными направлениями исследований, проводимых М. С. Гинсом, являются разработка физиолого-биохимических основ интродукции и создание сортов овощных растений с повышенным содержанием белка, пектина, биологически активных веществ и антиоксидантов. Такие сорта представляют собой воспроизводимое растительное сырье для использования в качестве источников незаменимых пищевых и фармакологически активных метаболитов с целевым функциональным действием на организм человека при минимуме побочных токсических эффектов.
М. С. Гинс опубликовал более 300 научных трудов, в том числе 12 монографий.
Является заместителем председателя диссовета Д.999.078.03 на базе АТИ РУДН, а также членом диссоветов Д220.019.01 во ФНЦО и Д006.035.02 на базе Всероссийского селекционно-технологического института садоводства и питомниководства (ВСТИСП). Входит в состав редколлегий ряда журналов: «Овощи России», «Теоретические и прикладные проблемы агропромышленного комплекса», «Горное сельское хозяйство», «Новые и нетрадиционные растения и перспективы их использования». Академик Академии нетрадиционных и редких растений (2005).

## Основные труды
- Гинс В.К., Гинс М.С. // Физиолого-биохимические основы интродукции и селекции овощных культур // 2007, М.:Изд-во РУДН.
- Гинс В.К., Гинс М.С. // Физиолого-биохимические основы интродукции и селекции овощных культур // 2011, М.:Изд-во РУДН.
- Кононков П.Ф., Пивоваров В.Ф., Гинс М.С., Гинс В.К. // Интродук-ция и селекция овощных культур для создания нового поколения продуктов функционального действия // 2008, М.:Изд-во РУДН — 170 с.
- Гинс М.С., Гинс В.К., Кононков П.Ф., Байков А.А., Торрес Миньо Карлос, Романова Е.В., Лапо О.А. // Методика анализа суммарного содержания антиоксидантов в листовых и листостебельных овощных культурах // 2013, М.:Изд-во РУДН — 40 с.

## Признание, награды
- Лауреат Государственной премии РФ в области науки и техники (2003).
- Лауреат премии Правительства РФ в области науки и техники (2013).